# Philip Hermogenes Calderon

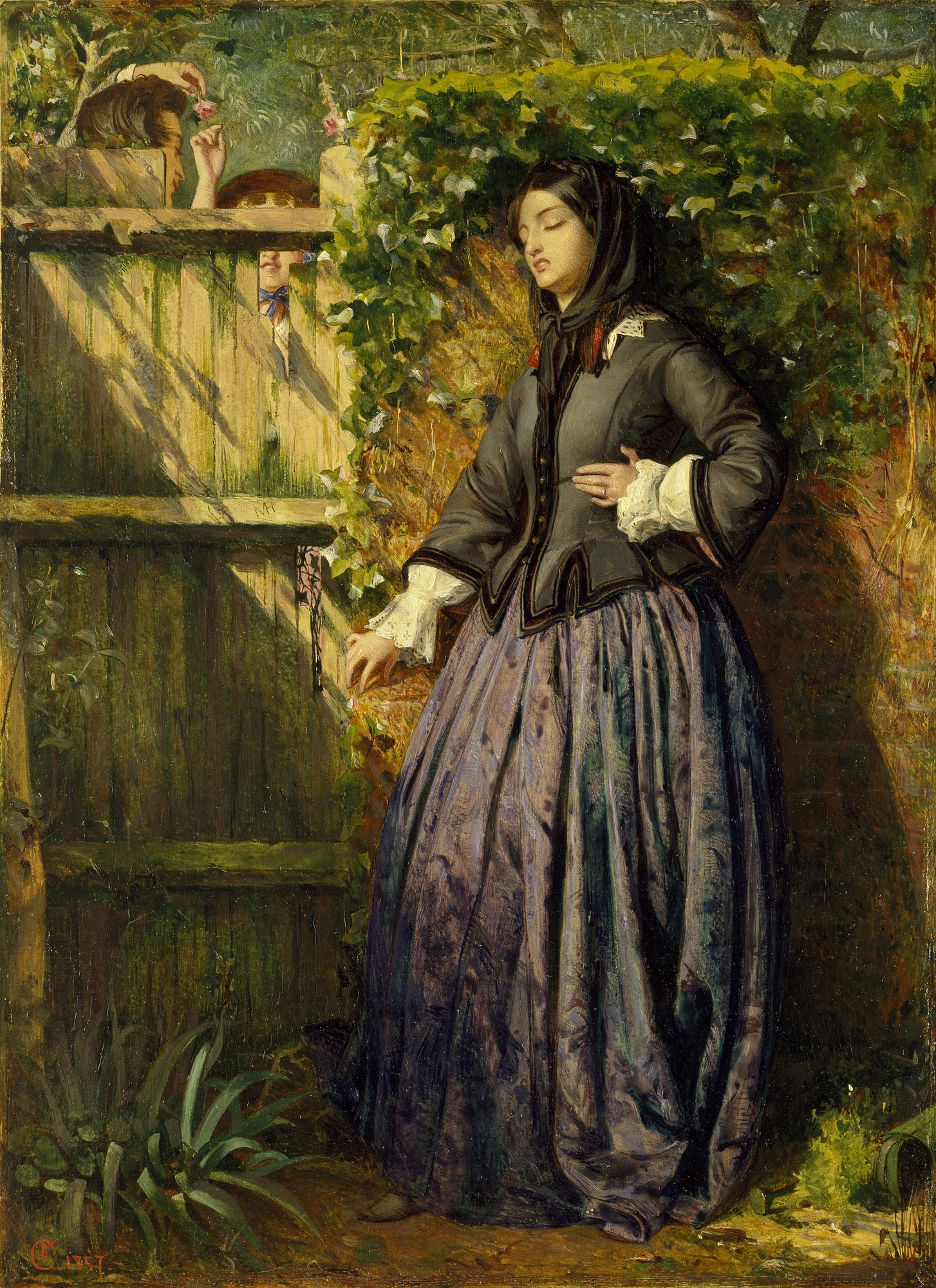
Złamane śluby

Philip Hermogenes Calderon (ur. 3 maja 1833 w Poitiers, zm. 30 kwietnia 1898 w Londynie) – angielski malarz epoki wiktoriańskiej.
Miał pochodzenie hiszpańsko-francuskie, 1845 zamieszkał w Londynie. W 1850 uczył się malarstwa w pracowni J.M. Leigha, a 1851–1852 w École des Beaux-Arts w Paryżu. W 1864 został członkiem Royal Academy, a 1867 kustoszem jej zbiorów, którym pozostał do końca życia. Debiutował w 1853. W 1857–1859 dołączył do stowarzyszenia prerafaelitów. Malował obrazy historyczne, m.in. Katarzyna Aragońska, Św. Elżbieta Węgierska, często o charakterze rodzajowym, a także portrety  utrzymywane w duchu sztuki akademickiej – malowane sprawnie, śmiałymi pociągnięciami pędzla.